# Panther Racing
Il team Panther Racing è stato un piccolo team statunitense che schierava due vetture in IndyCar. Il team vanta due titoli IRL nel 2001 e nel 2002 con Sam Hornish e i motori Chevrolet.

## Storia
Si tratta di una delle più antiche squadre che operano costantemente in Indy Racing League (IRL) sin dalla fine del 1997, data della sua fondazione. Iniziarono a competere nella stagione 1998.

## Piloti
- John Andretti (2007) (Indy 500 only)
- Townsend Bell (2004–2005)
- Billy Boat (2003) (Indy 500 only)
- Tomáš Enge (2005)
- Scott Goodyear (1998–2000)
- Sam Hornish Jr. (2001–2003)
- Buddy Lazier (2005)
- Robby McGehee (2003) (Indy 500 only)
- Kosuke Matsuura (2007)
- Vítor Meira (2006—2008)
- Hideki Mutoh (2007)(Chicagoland only)
- Tomas Scheckter (2004–2005)
- Scott Sharp (2009) (Indy 500 only)
- Dave Steele (1998–1999)
- Mark Taylor (2004)
- Dan Wheldon (2002, 2009-2010)

## Dati Principali
- Fondato= 1997
- Da= TBA
- Sede= TBA
- Competizioni= Indy Racing League, 500 Miglia di Indianapolis, NASCAR
- Miglior risultato= Campione Irl 2001-2002
- Gare disputate= 315
- Vittorie= 23